# Município de Fairfield (condado de Highland, Ohio)
Localização do Ohio nos E.U.A.
O município de Fairfield (em inglês: Fairfield Township) é um município localizado no condado de Highland no estado estadounidense de Ohio. No ano de 2010 tinha uma população de 3764 habitantes e uma densidade populacional de 36,6 pessoas por km².

## Geografia
O município de Fairfield encontra-se localizado nas coordenadas 39° 20′ 19″ N, 83° 33′ 21″ O. Segundo a Departamento do Censo dos Estados Unidos, o município tem uma superfície total de 102.83 km², da qual 102,8 km² correspondem a terra firme e (0,03 %) 0,03 km² é água.

## Demografia
Segundo o censo de 2010, tinha 3764 pessoas residindo no município de Fairfield. A densidade populacional era de 36,6 hab./km².